# Вальстедт, Эрик
Э́рик Ва́льстедт (швед. Erik Wahlstedt; родился 16 апреля 1976 года в Соллентуне) — шведский футболист, привлекавшийся в сборную Швеции. До 2001 года выступал на позиции нападающего, с 2001 года — правого защитника.

## Ранние годы
Первые 6 лет жизни прожил в Стокгольме. В детстве болел за АИК. Играл в футбол на позиции нападающего. В 1992 году выступал в Дивизионе 2 (третьем по уровню) за клуб «Астрио» из Хальмстада. Летом 1992 года был на просмотре в АИКе, но предпочёл подписать юниорский контракт с «Гётеборгом».

## Клубная карьера
В 1993 году помог «Гётеборгу» дойти до финала первенства Швеции среди юношей до 18 лет, в полуфинале против «Оддевольда» сделал «дубль», в финале против «Мальмё» забил гол, «небесно-голубые» победили в овертайме. После этого главный тренер «Гётеборга» Рогер Густафссон перевёл Вальстедта в первую команду, описав его как «техничного, играющего нападающего, хорошо принимающего мяч и, прежде всего, забивного». Эрик дебютировал в лиге Аллсвенскан в матче третьего тура чемпионата-1994 против «Норрчёпинга», выйдя на замену вместо Йеспера Блумквиста на 85-й минуте игры. В девятом туре забил победный гол в ворота «Хальмстада», «бело-голубые» победили со счётом 4:3. 29 мая против «Хаммарбю» впервые вышел в стартовом составе, но после этого не играл в чемпионате 4 месяца.
28 сентября 1994 года дебютировал в еврокубках в домашнем матче группового этапа Лиги чемпионов 1994/95 против «Барселоны». На 69-й минуте игры, при счёте 0:1, Вальстедт вышел на замену вместо Микаэля Мартинссона. Через 5 минут Понтус Комарк отдал пас Эрику, Вальстедт с правого фланга сделал «прострельную» передачу Магнусу Эрлингмарку, который сравнял счёт. На 90-й минуте Блумквист забил победный гол, «Гётеборг» победил «Барселону» со счётом 2:1. Призовые игрокам за победу составили по 60 тыс. крон каждому. В следующем матче Лиги чемпионов, 19 октября против «Галатасарая», Вальстедт заменил Мартинссона на 75-й минуте игры и уже через минуту получил пас от Комарка и сделал «навесную» передачу от лицевой линии поля Эрлингмарку, который головой забил единственный гол матча. 3 октября 1994 года сделал первый в карьере «дубль», в ворота «Хеккена». В чемпионате-1994 забил 3 гола.
16 октября 1996 года в матче группового этапа Лиги чемпионов 1996/97 против «Милана» на 74-й минуте игры при счёте 0:1 Вальстедт вышел на замену вместо Стефана Петтерссона и уже через минуту головой замкнул «навес» Никласа Александерссона и сравнял счёт, «Гётеборг» выиграл со счётом 2:1. В чемпионате-1996 Эрик 7 раз выходил в стартовом составе и столько же — на замену. В 1996 году Вальстедт был четвёртым нападающим «бело-голубых» (после Андреаса Андерссона, Стефана Петтерссона и Магнуса Эрлингмарка) и был недоволен нехваткой игрового времени.
В декабре 1996 года перешёл в «Хельсингборг», контракт был рассчитан на 3 года. Первый официальный матч в составе «красных» провёл 23 марта 1997 года в Кубке Швеции против «Кальмара». 24 апреля 1997 года в матче четвёртого тура чемпионата против «Эребру» забил первый гол за «Хельсингборг». В чемпионате-1997 21 раз выходил в стартовом составе и 5 раз — на замену, забил 3 мяча. Помог «Хельсингборгу» пробиться в групповой этап Лиги чемпионов 2000/2001: во втором отборочном раунде против белорусского БАТЭ забил гол, в обоих матчах третьего отборочного раунда против итальянского «Интернационале» выходил в стартовом составе. В групповом этапе Лиги чемпионов провёл 2 матча: вышел на замену в домашних играх против «Русенборга» и «Пари Сен-Жермен». В чемпионате-2000 11 раз выходил в стартовом составе и столько же — на замену, забил 3 мяча. В сезоне-2001 окончательно потерял место в составе и в матчах первого круга отыграл лишь 13 минут, трижды выйдя на замену.
17 июля 2001 года перешёл в датский клуб «Эсбьерг», сумма трансфера составила около миллиона крон, контракт был рассчитан на 3 года. Первый официальный матч за «Эсбьерг» провёл 29 июля 2001 года против «Люнгбю». Сразу же был переведён на позицию правого защитника, и в дальнейшем играл на ней. В Суперлиге 2001/02 пропустил лишь один матч, а в остальных 32-х играх выходил в стартовом составе. 25 августа 2002 года забил свой единственный гол в чемпионате Дании, в ворота «Мидтьюлланна».
30 января 2004 года вернулся в «Хельсингборг», контракт был рассчитан на 3 года. В 2011 году «красные» стали чемпионами Швеции. В победном чемпионате Вальстедт 15 раз выходил в стартовом составе и 4 раза — на замену, отдал 1 голевую передачу. В квалификации Лиги чемпионов 2012/13 Эрик сыграл в пяти матчах из шести. 12 октября 2012 года Эрик Вальстедт объявил о завершении карьеры по окончании сезона-2012. В последнем домашнем матче чемпионата «Хельсингборг» принимал «Гётеборг». Главный тренер «красных» Оге Харейде выпустил Вальстедта на замену на 77-й минуте игры и заменил обратно на последних минутах, оба раза под овации болельщиков.

## Карьера в сборных
Выступал за сборные Швеции всех возрастов. За различные юниорские и юношеские сборные Швеции провёл 27 матчей, в которых забил 14 мячей. За молодёжную (до 21 года) сборную Швеции провёл 13 игр, в которых забил 4 мяча. Выступал в отборочных турнирах к молодёжным (до 21 года) чемпионатам Европы 1996 и 1998, провёл 8 отборочных матчей, в которых забил 1 гол, но в заявку на финальную часть МЧЕ-1998 не попал. Главным тренером молодёжной сборной был Томми Сёдерберг.
В конце 1997 года Томми Сёдерберг возглавил национальную сборную Швеции. 24 января 1998 года Эрик Вальстедт дебютировал в национальной сборной в товарищеском матче с командой США, Вальстедт вышел в стартовом составе и был заменён на 76-й минуте игры, Швеция проиграла со счётом 0:1. В апреле 2004 года Ларс Лагербек и Томми Сёдерберг неожиданно вызвали Эрика в сборную Швеции на товарищеский матч с командой Португалии. В этой встрече Вальстедт отыграл все 90 минут, матч закончился вничью со счётом 2:2. Был включён в заявку на Чемпионат Европы 2004, но на поле не выходил. После этого Эрика Вальстедта не вызывали в сборную.

## Вне поля
Женат, жену зовут Катрин Линдквист, у неё есть 2 ребёнка от предыдущих отношений. 9 июня 2004 года у пары родилась дочь. Из-за того, что Эрик Вальстедт ожидал рождения ребёнка рядом с женой, он не мог готовиться к Евро-2004 вместе со сборной и присоединился к команде лишь за несколько дней до её первого матча на чемпионате.

## Достижения
- Чемпион Швеции (5): 1994, 1995, 1996, 1999, 2011
- Обладатель Кубка Швеции (2): 1997/98, 2006